# سيدي حسين (تونس)
سيدي حسين أو سيدي حسين السيجومي ضاحية من ضواحي مدينة تونس (مدينة) بالجمهورية التونسية.
تضم منطقة سيدي حسين 109 آلاف ساكن وفقا للإحصاءات الرسمية الا أن الأرقام غير المعلنة تشير إلى تجاوز عدد سكانها  ألف ساكن و هي اكبر حي شعبي في تونس و افريقيا حيث تجاوز حي التضامن. عدد ضخم يتوزع بين أحياء عشوائية تتضخم حاجتها إلى التطهير والخدمات الأساسية. ورغم جميع النقائص يستمر التوسع العشوائي في المنطقة في غياب واضح للقانون.
1. ↑  "المناطق الترابية (العمادات) حسب الولايات والمعتمديات". اطلع عليه بتاريخ 2024-11-30.